# Civitas Studiosorum in Fundamento Reformato
De Civitas Studiosorum in Fundamento Reformato (C.S.F.R.) is een landelijke Nederlandse studentenvereniging op gereformeerde grondslag.
De vereniging ontstond halverwege de twintigste eeuw. Bevindelijk-gereformeerde studenten voelden zich na de Tweede Wereldoorlog niet meer thuis in de door gereformeerden gedomineerde vereniging Societas Studiosorum Reformatorum (SSR). Op 12 oktober 1950 werd in Delft de studentenvereniging Johannes Calvijn opgericht. De vereniging richtte zich op studenten uit de Gereformeerde Bond, de Gereformeerde Gemeenten en de Christelijke Gereformeerde Kerken. Binnen een jaar ontstond hieruit de landelijke vereniging C.S.F.R., op 13 juli 1951.
De C.S.F.R. onderscheidt zich thans van andere christelijke studentenverenigingen in Nederland door een nadruk op het studiekarakter. Zo worden de gereformeerde beginselen actief onderzocht en verdiept men zich in allerlei maatschappelijke thema's. De vereniging hanteert de Bijbel en de Drie Formulieren van Enigheid als uitgangspunt. Vanuit deze basis proberen de leden van C.S.F.R. een antwoord te vinden op de dingen om hen heen. De nadruk binnen de C.S.F.R. ligt op de drie kernwoorden: ontplooiing (studiekarakter), overtuiging (geloof) en ontmoeting (amicitia). Er worden allerlei activiteiten georganiseerd die deze drie kernwaarden uitdragen, zoals Bijbelkringen, maaltijden, weekenden, borrels, enzovoort. Ook zijn er landelijke activiteiten, zoals sportdagen en de jaarlijkse zomer- en winterconferentie.

## Disputen
De C.S.F.R. bestaat in 9 disputen verspreid over Nederland. Deze disputen zijn Johannes Calvijn te Delft (opgericht in 1950), Sola Scriptura te Utrecht (1951), Am.St.E.Lo.D.A.M.E.N.S.E. te Amsterdam (1958), Ichthus te Rotterdam (1959), Panoplia te Leiden (1963), Dei Gratia te Wageningen (1971), Yir’at ‘Adonay’ te Groningen (1976), Emèt Qenee te Tilburg/Eindhoven (1994) en Quo Vadis te Nijmegen (2008). De verschillende disputen zijn divers in leden en karakter, afhankelijk van het karakter van de universiteitsstad waarin ze zitten, en van het karakter van de andere christelijke verenigingen in de stad.

### Delft
Johannes Calvijn is het oudste dispuut van de C.S.F.R., en wordt in Delft beschouwd als het meest "behoudend" van de drie christelijke studentenverenigingen die de stad telt. De vereniging is opgericht vanuit de behoefte om de Bijbel te onderzoeken en na te denken over de rol als christen in de maatschappij. Daarnaast worden ontspannende activiteiten georganiseerd. De vereniging telt anno 2019 omstreeks 100 leden. Verder is de vereniging lid van de Verenigingsraad Delft.

### Utrecht
Sola Scriptura is een dispuut van de C.S.F.R met ongeveer 170 leden. Het is een vereniging met zowel studiekarakter als gezelligheid (amicitia) in Utrecht. Het dispuut grijpt terug tot 1950 toen een dispuut ter bestudering van de beginselen der Staatkundig Gereformeerde Partij opgericht werd door leden van S.S.R. Het dispuut werd bekend als de Zandtmannetjes, een verwijzing naar de toenmalige leider van de SGP (ds. Pieter Zandt), maar er werd nooit een officiële naam voor het dispuut gekozen. Al snel bleek dat de Zandtmannetjes niet meegingen in de partijlijn van de SGP (men bleek unaniem voor vrouwenkiesrecht te zijn). Op 26 oktober 1951 werd besloten om het dispuut op te heffen en in plaats daarvan een dispuut van C.S.F.R. te vormen. Waar S.S.R. haar theologie stoelde op Abraham Kuyper en Herman Bavinck stelde het nieuwe C.S.F.R. dispuut zich het doel verder terug te gaan naar oudere schrijvers.
De meeste leden van Sola Scriptura studeren aan de Universiteit Utrecht of de Hogeschool Utrecht.

### Amsterdam
Am.St.E.Lo.D.A.M.E.N.S.E. werd op 9 december 1958 opgericht en heeft anno 2022 68 leden. Het C.S.F.R. dispuut van Amsterdam wil door middel van studie en discussie de kennis van de leden verrijken. Centraal daarbij staat het jaarthema. Acht avonden wordt er bij elkaar gekomen om specifiek over een onderwerp na te denken. Meestal door middel van een lezing met een bijbehorende discussie, maar soms ook met een forum of in kleine kringen over een specifieker onderwerp. Naast studie en discussie staat ook amicitia centraal in borrels en weekenden in zowel binnen- als buitenland. De betekenis van de afkorting Am.St.E.Lo.D.A.M.E.N.S.E. wordt alleen aan leden verteld.

### Rotterdam
Ichthus. sub voce 'In Hoc Signo Vinces' te Rotterdam is opgericht in 1959. Het dispuut heeft anno 2024 circa 200 leden en is daarmee de op een na grootste christelijke studentenvereniging van Rotterdam. De vereniging telt negen dispuuthuizen en komt bijeen in de sociëteit 'Alveus Dei' van de NSR. De meeste leden studeren aan de Erasmus Universiteit Rotterdam of aan de Hogeschool Rotterdam. Niet te verwarren met C.S.V. Ichthus, een aparte vereniging die is aangesloten bij V.C.S. Ichthus Landelijk.

### Leiden
Panoplia is opgericht in 1963 als zelfstandig dispuut, samengesteld uit de Leidse leden van het Delftse "Johannes Calvijn" en heeft in 2023 ca. 110 leden. De naam 'Panoplia' is een Grieks woord dat 'gehele wapenrusting' betekent. Het is ontleend aan Efeziërs 6:11, waar Paulus zijn lezers aanspoort de gehele wapenrusting van God aan te doen. De vereniging telt enkele verenigingshuizen verspreid door de stad heen, waar de meeste leden wonen. Het overgrote deel van de leden van Panoplia studeert aan de Universiteit Leiden. Een voormalig lid was schrijster Franca Treur, die in haar roman Hoor nu mijn stem uit 2017 de vereniging (onder een andere naam) beschrijft.

### Wageningen
Dei Gratia is het dispuut in Wageningen en is opgericht in 1971. Het dispuut telt anno 2023 87 leden. Deze leden studeren voornamelijk aan de Wageningen University en de Christelijke Hogeschool Ede. Samen met VGSW (Vereniging Gereformeerde Studenten Wageningen), NSW (Navigators Studentenvereniging Wageningen) en Ichthus Wageningen vormt Dei Gratia het CV-platform (Christelijke Verenigingen). De vereniging telt verschillende dispuuts- en verenigingshuizen in Wageningen, Bennekom en Ede waar veel leden van de vereniging wonen. Wekelijks komen leden bij elkaar voor een bijbelkring, studiekring of lezing.

### Groningen
Yir'at 'Adonay is het dispuut in Groningen. In 1971 werd de eerste gezamenlijke bijbelkring gestart en werd de basis gelegd voor het dispuut. In 1972 legde de kring het eerste contact met de C.S.F.R. De kring telde toen acht leden. In 1974 sloten zich vier nieuwe aspirant-leden aan, waarna op 15 mei 1976 het dispuut volwaardig wordt geïnstalleerd met de naam Yir'at 'Adonay (betekenis: zie de vreze des Heeren is wijsheid. Job 28: 28). Het dispuut telde in 2017 78 leden. Yir'at 'Adonay houdt zijn kroegavonden in de Sociëteit van Unitas Studiosorum Groningana.

### Eindhoven/Tilburg
Emèt Qenee is het dispuut in Eindhoven/Tilburg en werd op 2 februari 1993 opgericht. De naam van het dispuut is ontleend aan het Bijbelvers Spreuken 23 waar staat “Koop de waarheid, en verkoop ze niet.” De letterlijke betekenis in het Hebreeuws is "Emèt Qenee". In 2023 telt het dispuut 23 leden, welke hoofdzakelijk uit de steden Eindhoven en Tilburg komen en soms ook uit Breda en 's-Hertogenbosch.

### Nijmegen
Sinds juli 2006 was er in Nijmegen een C.S.F.R. dispuut in oprichting, dat op 24 april 2008 als officieel dispuut van de C.S.F.R. is geïnstitueerd onder de naam Quo Vadis. Het jongste dispuut bestaat uit ongeveer vijftig leden, veelal studerend aan de Radboud Universiteit Nijmegen. Het dispuut maakt deel uit van Koepel der Christelijke Studentenverenigingen Nijmegen.